# 1661
1661 (MDCLXI) je bilo navadno leto, ki se je po gregorijanskem koledarju začelo na soboto, po 10 dni počasnejšem julijanskem koledarju pa na torek.

## Dogodki
- Ludvik XIV. pridobi absolutno oblast.

## Rojstva
- 6. november - Karel II. Španski, španski kralj († 1700)

Neznan datum
- Elmas Mehmed Paša, osmanski državnik († 1697)

## Smrti
- 5. februar - Šundži, drugi cesar kitajske dinastije Čing (* 1638)
- september - Girard Desargues, francoski matematik, geometer (* 1591)
- 31. oktober - Köprülü Mehmed Paša,  veliki vezir Osmanskega cesarstva (* okoli 1575)